# 福劳戈·拉约什
福劳戈·拉约什（匈牙利語：Faragó Lajos，1932年8月3日—2019年5月13日），匈牙利足球运动员，场上位置是守门员。他代表匈牙利参加了1960年夏季奥运会男子足球比赛，最终队伍收获一枚铜牌。